# Länsväg 166
Länsväg 166 går mellan Mellerud och norska gränsen nära Kornsjö (där vägen fortsätter in i Norge som fylkesvei 884). Den har en längd på 61 km.

## Anslutande vägar
Den möter följande vägar:
- E45
- Länsväg 172 (delvis gemensam)
- Länsväg 164 (delvis gemensam)
- norska väg 884

## Standard
Normal för länsvägar, 7-8 meter bred, långa raka bitar och en del kurviga också.

## Järnvägar
Vägen går långa sträckor parallellt med järnvägen Göteborg-Oslo, Dalslandsbanan eller Norge/Vänerbanan. Järnvägen korsas fyra gånger, två planskilda och två plankorsningar.

## Historik

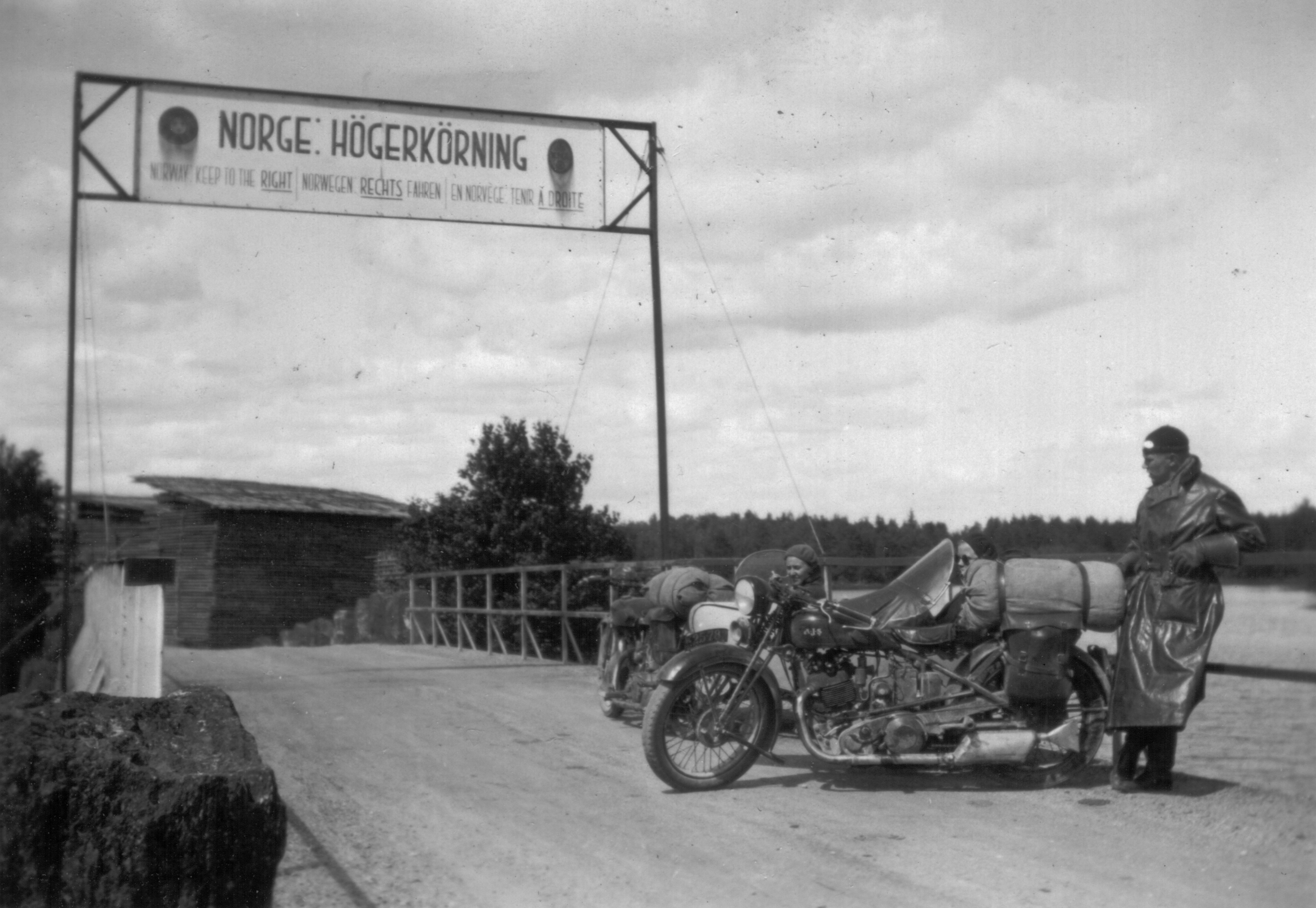
Gamla gränsbron, foto från 1934

Vägen hade nummer 166 även före nummerreformen 1962. Sträckan Mellerud-ovanför Dals Rostock är byggd i början av 1970-talet, medan fortsättningen till Dalskog var färdig 1990. Sträckan Dalskog-Ed är äldre, från före 1963 . Troligen är sträckan Dalskog-Bäckefors från sena 50-talet, då den är bättre, medan sträckan Bäckefors-Ed troligen är från 20/30-talet, och byggd tvärs över en mosse på bädd av trästockar . Förbifarten förbi Ed och västerut till anslutningen av 164:an är från tidigt 80-tal. Sträckan från 164:an till gränsen går troligen i 1800-talets sträckning men har breddats någon gång under perioden 1900-1960. Bron över gränsen är från omkring 1960; innan dess fanns en bro 230 meter längre österut.